# Cyrilov (přírodní rezervace)
Cyrilov je přírodní rezervace ve správních územích města Úvaly a obce Jirny v okrese Praha-východ a v severovýchodní části Prahy. Z části se nachází na území přírodního parku Klánovice-Čihadla mezi Klánovicemi a Úvaly, severně od železniční trati Praha–Úvaly. Předmětem ochrany je komplex různých typů lesa s výskytem ohrožených druhů živočichů.

## Historie
Prostor Klánovického lesa, jehož je Cyrilov součástí, byl ve středověku hustě osídlen. Historické prameny v něm zmiňují existenci vsí Slavětice (1227), Lhota nad Úvalem s kostelem svatého Václava, Hol (1346) a Žák. Všechny zanikly nejpozději během třicetileté války a v místech posledních dvou byly poté založeny rybníky uvedené v Josefinském katastru. Vypuštěny byly v souvislosti s výstavbou železniční trati Praha – Česká Třebová. Po zániku vesnic vznikl souvislý Klánovický les. Mezi jeho správce ve službách Lichtenštejnů patřil lesník J. Wachtl, za něhož byla vybudována dochovaná síť cest a průseků.
Ve dvacátém století byla podoba lesa silně ovlivněna způsobem hospodaření. Vodní toky získaly po řadě melioračních zásahů charakter rovných zahloubených kanálů. V druhovém složení stromů se objevily smrkové monokultury, ze kterých se smrk šíří i do dubových porostů, kde omezuje přirozené zmlazení dubů. Ačkoliv pěstování nevhodných porostů (dub červený, modřín, borovice vejmutovka) na začátku 21. století ustupovalo, nadále se k zalesňování používala borovice lesní. Ta se sice v Klánovickém lese přirozeně vyskytovala i dříve, ale nevytvářela monokultury.
Na severním okraji chráněného území se těžil písek, ale lomy téměř zanikly. Les je dále ovlivňován myslivostí a zejména rekreačním a sportovním využitím. Přímo v přírodní rezervaci se nachází lavičky a dětská lesní hřiště.
Chráněné území poprvé vyhlásil Národní výbor hlavního města Prahy v kategorii chráněný přírodní výtvor s účinností od 1. července 1982. Jako samostatný chráněný přírodní výtvor byl Cyrilov vyhlášen vyhláškou 5/1988 pražského okresního národního výboru a v roce 1992 jej ministerstvo životního prostředí přehlásilo na přírodní rezervaci.

## Přírodní poměry
Přírodní rezervace s rozlohou 172,82 hektarů se nachází v Pražské plošině v nadmořské výšce 230–286 metrů v katastrálních územích Klánovice, Újezd nad Lesy v Praze, Jirny a Úvaly u Prahy v okrese Praha-východ.

### Abiotické poměry
Geologické podloží tvoří ordovické jílovité břidlice, na kterých se ve druhohorách uložily pískovce a slepence. Břidlice v podloží jsou nepropustné, takže hladina podzemní vody může ve vlhkých obdobích vystoupat až k povrchu. Na zamokřených místech se vyvinuly oglejené půdy.
Přírodní rezervace leží na rozhraní geomorfologických celků Středolabská tabule (západní část) a Pražská plošina (východní část). Ve Středolabské tabuli spadá do podcelku Českobrodská tabule a okrsku Čakovická tabule a v Pražské plošině do podcelku Říčanská plošina a okrsku Úvalská plošina. Povrch území je rovinatý, s mírně ukloněnými svahy údolí Horoušanského potoka a jeho drobného bezejmenného přítoku. Horoušanský potok se vlévá do Výmoly, a patří tedy k povodí Labe.
V rámci Quittovy klasifikace podnebí se přírodní rezervace nachází na rozhraní teplé oblasti T2 a mírně teplé oblastí MT10 (menší jihovýchodní část). Pro oblast T2 jsou typické průměrné teploty −2 až −3 °C v lednu a 18–19 °C v červenci. Roční úhrn srážek dosahuje 600–750 milimetrů, počet letních dnů je 40–50, počet mrazových dnů se pohybuje mezi 110 a 130 a sněhová pokrývka zde leží průměrně 50–60 dnů v roce.
V oblasti MT10 jsou charakteristické teploty −2 až −3 °C v lednu a 17 až 18 °C v červenci. Celkový roční úhrn srážek dosahuje 550–700 milimetrů. Letních dnů bývá padesát až šedesát, zatímco mrazových dnů 100–110. Sníh zde leží čtyřicet až padesát dnů v roce.

### Flóra

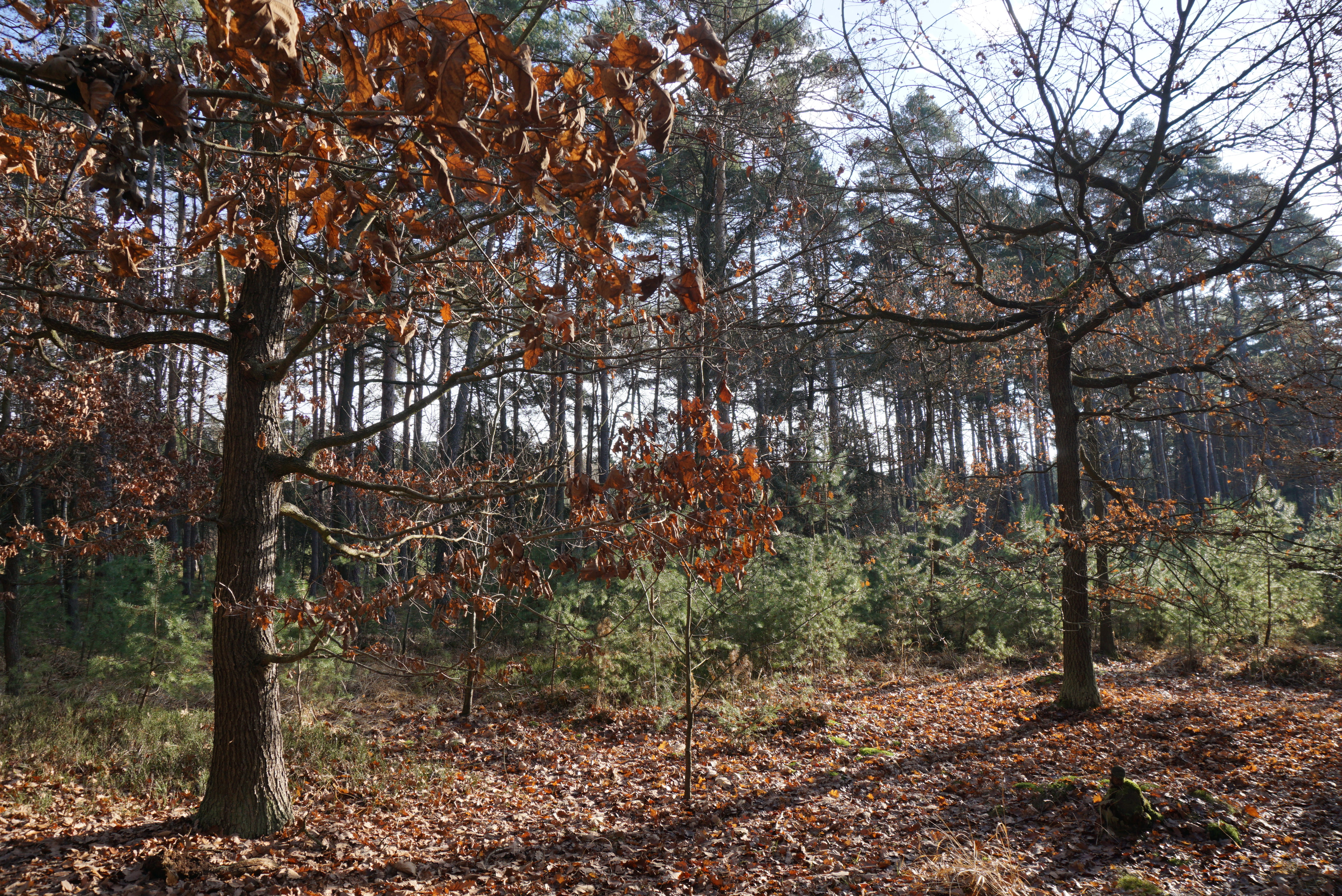
Cyrilov

Předmětem ochrany v přírodní rezervaci je trojice lesních ekosystémů. Asi desetinu rozlohy tvoří vlhké acidofilní doubravy
 s proměnlivým zápojem, přítomností přestárlých jedinců a jednotlivým zastoupením břízy a olše. Patnáct procent území porůstají hercynské dubohabřiny a devět procent suché acidofilní doubravy. Také pro ně je charakteristický nejméně dvouetážový porost s proměnlivým zápojem. Ponechávání starých stromů a mrtvého dřeva je důležité pro rozvoj biodiverzity, protože přibližně polovina lesních organismů na přítomnosti starého dřeva životně závisí.

### Fauna
Starší biologické průzkumy se soustředily na celý Klánovický les a nerozlišovaly přítomné přírodní rezervace. Podle přesně lokalizovaných pozorování učiněných po roce 2000 se na území přírodní rezervace Cyrilov vyskytovala řada ohrožených druhů živočichů.
Z hmyzu byli ojediněle pozorováni brouci vázaní na odumřelé části živých stromů, konkrétně Pseudeuparius sepicola z čeledi větevníčkovitých a huňatoštítník rudonohý (Anisarthron barbipes). Kromě nich se zde vyskytuje více druhů čmeláků a pačmeláků (Bombus). Obojživelníky v chráněném území zastupuje čolek obecný (Lissotriton vulgaris), čolek velký (Triturus cristatus), skokan štíhlý (Rana dalmatina) a skokan hnědý (Rana temporaria). Pravidelně byli pozorováni a pravděpodobně v chráněném území hnízdí ptáci krkavec velký (Corvux corax) a lejsek bělokrký (Ficedula albicollis). Pravidelně bývá nalézán slepýš křehký (Anguis fragilis) a veverka obecná (Sciurus vulgaris). Ojediněle se vyskytuje také netopýr vousatý (Myotis mystacinus).

## Přístup
Přírodní rezervací vede množství lesních cest včetně naučných stezek Klánovickým lesem a Lesní galerie II. Podél hranice jihovýchodního výběžku je značena červená turistická trasa  0008 z Úval k železniční zastávce Praha-Klánovice, západní částí vede žlutě značená trasa  6001 od železniční zastávky do Jiren a východní částí zelená trasa  3117. 